# Dudki (obwód miński)
Dudki (biał. Дудкі, Dudki; ros. Дудки, Dudki) – wieś na Białorusi, w obwodzie mińskim, w rejonie stołpeckim, w sielsowiecie Szaszki, przy drodze republikańskiej R54.
Współcześnie w skład miejscowości wchodzi także dawny folwark (majątek ziemski) Otmyt.

## Historia
W XIX i w początkach XX w. położone były w Rosji. Wieś Dudki w guberni wileńskiej, w powiecie oszmiańskim. Osada Dudki oraz wieś i folwark Otmyt w guberni mińskiej, w powiecie mińskim, w gminie Zasule.
W dwudziestoleciu międzywojennym wieś Dudki oraz folwark Otmyt leżały w Polsce, w województwie nowogródzkim, w powiecie stołpeckim, Dudki w gminie Derewno, Otmyt do 1 kwietnia 1927 w gminie Zasule, następnie w gminie Stołpce.
W 1921 Dudki liczyły 272 mieszkańców, zamieszkałych w 53 budynkach, wyłącznie Polaków. 153 mieszkańców było wyznania prawosławnego, 114 rzymskokatolickiego i 5 mojżeszowego. Otmyt liczył zaś 45 mieszkańców, zamieszkałych w 3 budynkach, w tym 31 Polaków i 14 Białorusinów. 31 mieszkańców było wyznania rzymskokatolickiego i 14 prawosławnego.
Po II wojnie światowej w granicach Związku Sowieckiego. Od 1991 w niepodległej Białorusi.